# Un colt pour McGregor
Pour plus de détails, voir Fiche technique et Distribution.
Un colt pour McGregor (italien : L'uomo dalla pistola d'oro, espagnol : Doc, manos de plata) est un western spaghetti hispano-italien réalisé par Alfonso Balcázar en 1965.

## Fiche technique
- Titre français : Un colt pour McGregor
- Titre original italien : L'uomo dalla pistola d'oro
- Réalisation : Alfonso Balcázar
- Scénario : Alfonso Balcázar, Gianni Simonelli
- Musique : Angelo Francesco Lavagnino
- Production : Balcázar Producciones Cinematográficas, Flora Film, West Film
- Photographie :	Mario Capriotti et Stelvio Massi
- Montage :	I.C.M.
- Décors : Nedo Azzini
- Costumes : Rafael Borqué
- Pays :  Espagne,  Italie
- Genre : western spaghetti
- Durée : 83 min
- Année de sortie : 1965
- Date de sortie en salle en France : 28 décembre 1966[1]
- Affiche : Constantin Belinsky (France)

## Distribution
- Carl Möhner : Doc MacGregor
- Luis Dávila : Slade
- Fernando Sancho : Pablo Reyes
- Gloria Milland : Norma O'Connor
- Umberto Raho : Brogas
- Pedro Gil
- Franco Balducci